# Helicoverpa neckerensis
Helicoverpa neckerensis är en fjärilsart som beskrevs av Todd 1978. Helicoverpa neckerensis ingår i släktet Helicoverpa och familjen nattflyn. Inga underarter finns listade i Catalogue of Life.